# Knowhere
Knowhere (ou em português Lugarnenhum) é um local fictício do universo da Marvel Comics. É uma estação espacial interdimensionais e observatório científico. Ela foi criada por Dan Abnett e Andy Lanning e apareceu pela primeira vez em Nova #8 (janeiro de 2008).

## Descrição
Localizado dentro do que parece ser uma cabeça decepada flutuante de um Celestial (sem localização física específica), Knowhere atua como uma estação improvisada e observatório do que fica nos arredores do  Fim do Universo para os viajantes intergalácticos de todas as espécies e de todos os tempos. Aparecendo pela primeira vez em Nova # 8 ( ver 2007, nos quadrinhos na saga Aniquilação : A Conquista), a estação é administrada pelo seu chefe de segurança, Cosmo, um cão espacial soviético telepata originalmente perdido na órbita da Terra em 1960 durante a corrida espacial.
Knowhere mantém instalações menores para observar de perto o fim do Universo, um salão principal , um mercado e outras amenidades, incluindo o bar, de Starlin. Cosmo atribui pulseiras especiais que permite o transporte instantâneo de qualquer lugar no Universo através da falecida estrela Celestial "Continuum Cortex", localizados no tronco cerebral , a partir de onde os sensores também pode detectar perturbações sutis no espaço/tempo que ocorrem fora da estação. Reprojetada por Cosmo e Richard Rider, Knowhere agora é usado como base de operações para os novos Guardiões da Galáxia  .
A origem da Knowhere são incertas. Não se sabe como a cabeça decepada de um Celestial teria aparecido no fim do Universo, e que tipo de forças poderia concebivelmente decapitar um Deus alienígena. Abnett e Lanning disseram que a origem é um mistério que vai ter que esperar por um tempo  . O que se sabe é que Knowhere fica a deriva em algum ponto do espaço/tempo. É possível que o Deus Celeste foi um dos muitos destruído pela hiper arma Godkiller .

## Outras mídias

### Televisão
Knowhere aparece na série animada Guardiões da Galáxia (série animada)Guardiões da Galáxia, como os quadrinhos, o Cosmo, o cão espacial serve como chefe de segurança quando encontrado por Rocket Raccoon e Groot. Knowhere aparece pela primeira vez no episódio "Road to Knowhere".

### Filmes
- A base do Colecionador é visitada na cena pós-crédito de Thor: The Dark World. O edifício é posteriormente revelado para ser localizado em Knowhere em Guardians of the Galaxy.
- Knowhere é apresentado como um local no filme Guardianes of Galaxy de 2014 No filme, Knowhere serve como sede do Colecionador Taneleer Tivan. Tivan está minando a cabeça de um falecido Celestial para o tecido e outros materiais celulares para vender no mercado negro.

## Ligações Externas
- Knowhere no Marvel.com